# Seznam obcí v Česku, E
Toto je seznam obcí v Česku začínajících na písmeno E. 
Tento seznam je generován z údajů na Wikidatech a je pravidelně aktualizován botem.
 Úpravy provedené v seznamu budou při příští aktualizaci odstraněny!
| # | Článek   | Počet obyvatel | Rozloha (km2) | Okres            |
| - | -------- | -------------- | ------------- | ---------------- |
| 1 | Ejpovice | 807            | 7,72          | okres Rokycany   |
| 2 | Erpužice | 348            | 14,51         | okres Tachov     |
| 3 | Evaň     | 294            | 7,52          | okres Litoměřice |
| 4 | Eš       | 65             | 4,07          | okres Pelhřimov  |